# Anrep (herb szlachecki)
Anrep – inflancki, rosyjski i szwedzki herb szlachecki, według J.K. Ostrowskiego pochodzenia niemieckiego.

## Opis herbu
W polu złotym grzebień czarny w skos, zębami do dołu. Klejnot: godło na dwóch skrzydłach orlich, prawym złotym, lewym czarnym.

## Najwcześniejsze wzmianki
W XV wieku Anrepowie, należący do zakonu krzyżackiego, osiedlili się w Liwonii.

## Herbowni
Von Anrep. Szwedzka gałąź rodu otrzymała tytuł hrabiów von Elmpt.

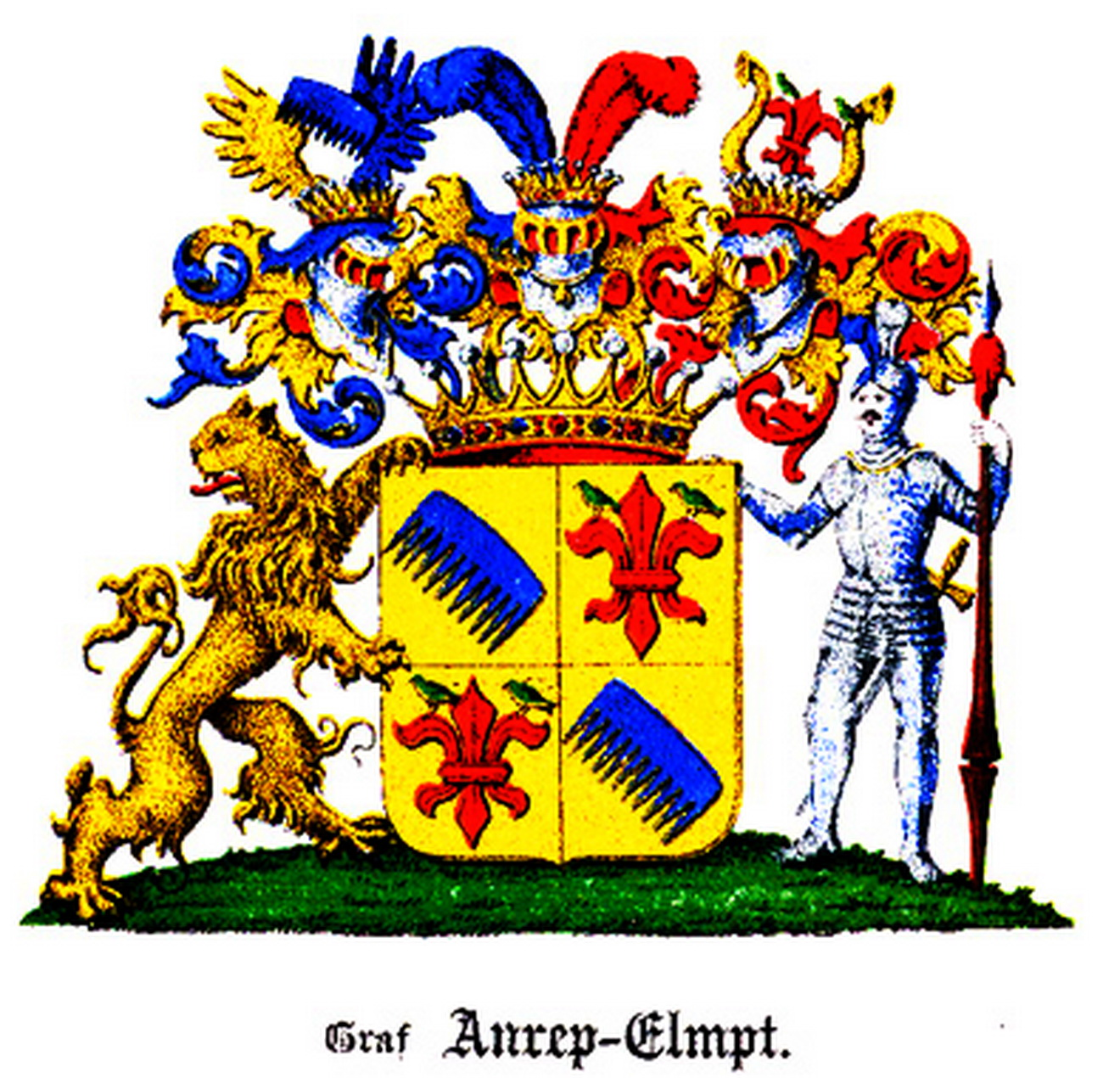
Herb rodziny von Anrep-Elmpt
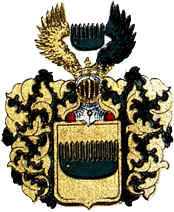
Historyczny rysunek herbu